# Adria (tkanina)
Adria  (angl.: corkscrew) je převážně vlnařská tkanina z  česané vlny nebo směsi vlny s umělými vlákny, vyrábí se však také jako  bavlnářská nebo hedvábnická tkanina.  
K výrobě se používají nejčastěji příze 12,5  tex x 2 na  osnovu a 25 tex jako útek ve vazbě příčného rypsu (na nákresu vpravo je vzornice této vazby) nebo odvozeného atlasu. Hmotnost hotové tkaniny se pohybuje mezi 140 a 200 g/m2, zboží má příjemný lesk, na lícní straně je viditelné jemné řádkování, často zplstěné.
Ve 20. století se adria tkaniny používaly na šaty, kostýmy, obleky i bytovou dekoraci, v 21. století jsou však známé jen z odborné literatury. 